# Nina Proll

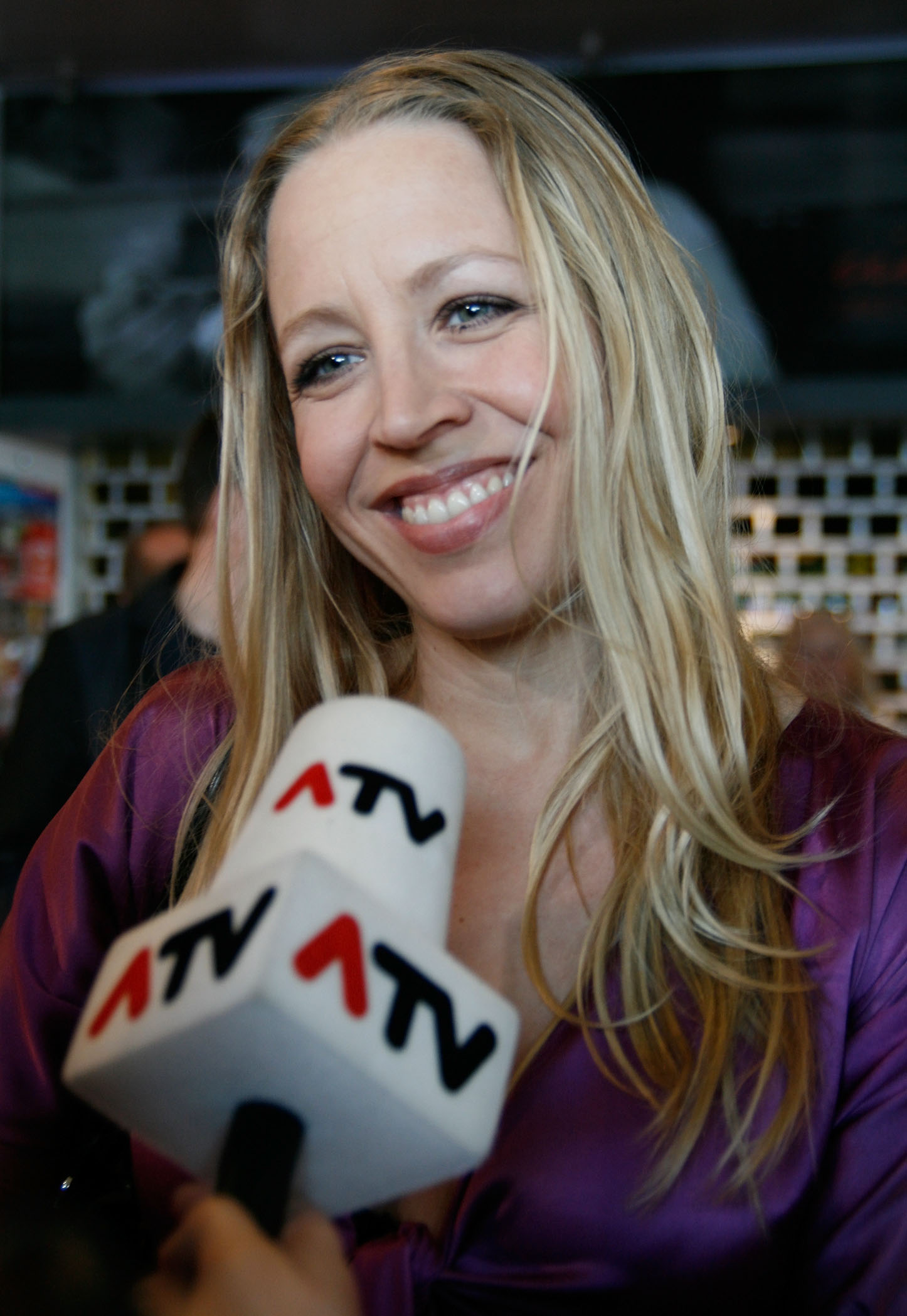
Nina Proll (2010)

Nina Proll, bürgerlich verheiratete Nina Bloéb (* 12. Jänner 1974 in Wien), ist eine österreichische Schauspielerin, Sängerin und Tänzerin.

## Leben
Nina Proll wuchs in Haugschlag im Waldviertel nahe der tschechischen Grenze auf, besuchte zunächst das Gymnasium Waidhofen und kam im Alter von 13 Jahren nach Wien. Im Alter von 16 Jahren besuchte sie erstmals einen Schauspielkurs und nahm Tanz- und Gesangsstunden. Nach der Matura am katholischen Mädchengymnasium Sacré Cœur besuchte sie ein Jahr die „Theater an der Wien Studios“ der Vereinigten Bühnen Wien und wechselte danach für zwei Jahre an die „Performing Arts Studios Vienna“, die sie 1996 absolvierte. Bereits während dieser Ausbildung war sie in Klagenfurt (Jesus Christ Superstar, 1994) und Amstetten (Sweet Charity, 1995) in professionellen Musical-Produktionen engagiert. 
Im Jahr 1999 feierte sie als Hauptdarstellerin in Barbara Alberts Spielfilmdebüt Nordrand (1999) ihren ersten großen Filmerfolg. Die Rolle brachte ihr mehrere Auszeichnungen, darunter den Marcello-Mastroianni-Preis bei den Internationalen Filmfestspielen von Venedig als beste Nachwuchsschauspielerin und jene als Shooting Star des europäischen Films ein. 2002 spielte sie in der ersten österreichisch-chinesischen Filmkoproduktion Am anderen Ende der Brücke die Hauptrolle. 2016 war sie in der Rolle der Pascal in der Jugendbuchverfilmung Die Mitte der Welt von Jakob M. Erwa zu sehen.
Auf ihrer CD 12 Lieder, nicht die schlechtesten coverte Nina Proll deutschsprachige Hits unter anderem von Hildegard Knef, Wir sind Helden, Münchener Freiheit und Falco. Im Jahr 2006 war sie mit der CD Nina Proll live auf Österreich-Tournee.
Bei der 3. Staffel der österreichischen Dancing Stars war Nina Proll mit dabei, beginnend am 9. März 2007, sie schied mit ihrem Partner Balázs Ekker in Runde 7 aus. Als Geistergräfin belegte sie in der Show The Masked Singer Austria den dritten Platz.
Mit dem Film Anna Fucking Molnar, in dem sie auch die Titelrolle Anna spielt, gab sie ihr Debüt als Drehbuchautorin.

## Öffentliche Positionierung während der Covid-19-Pandemie
Während der COVID-19-Pandemie äußerte sich Proll in Österreich gegen die Maßnahmen der Bundesregierung zur Eindämmung der Pandemie. Im Jahr 2021 nahm Proll an den Aktionen #allesdichtmachen und #allesaufdentisch teil. Sie sprach sich zudem öffentlich gegen eine Impfung von Kindern gegen das Corona-Virus aus und unterstützte Petitionen gegen die Maskenpflicht im Unterricht. Im Jänner 2022 trat sie der Initiative „zukunftjetzt“ bei. Die Initiative sprach sich gegen die Impfpflicht aus und ortet in den Corona-Schutzmaßnahmen eine „Gefahr für die Demokratie“.

## Filmografie

### Kinofilme
- 1995: Auf Teufel komm raus
- 1998: Hinterholz 8

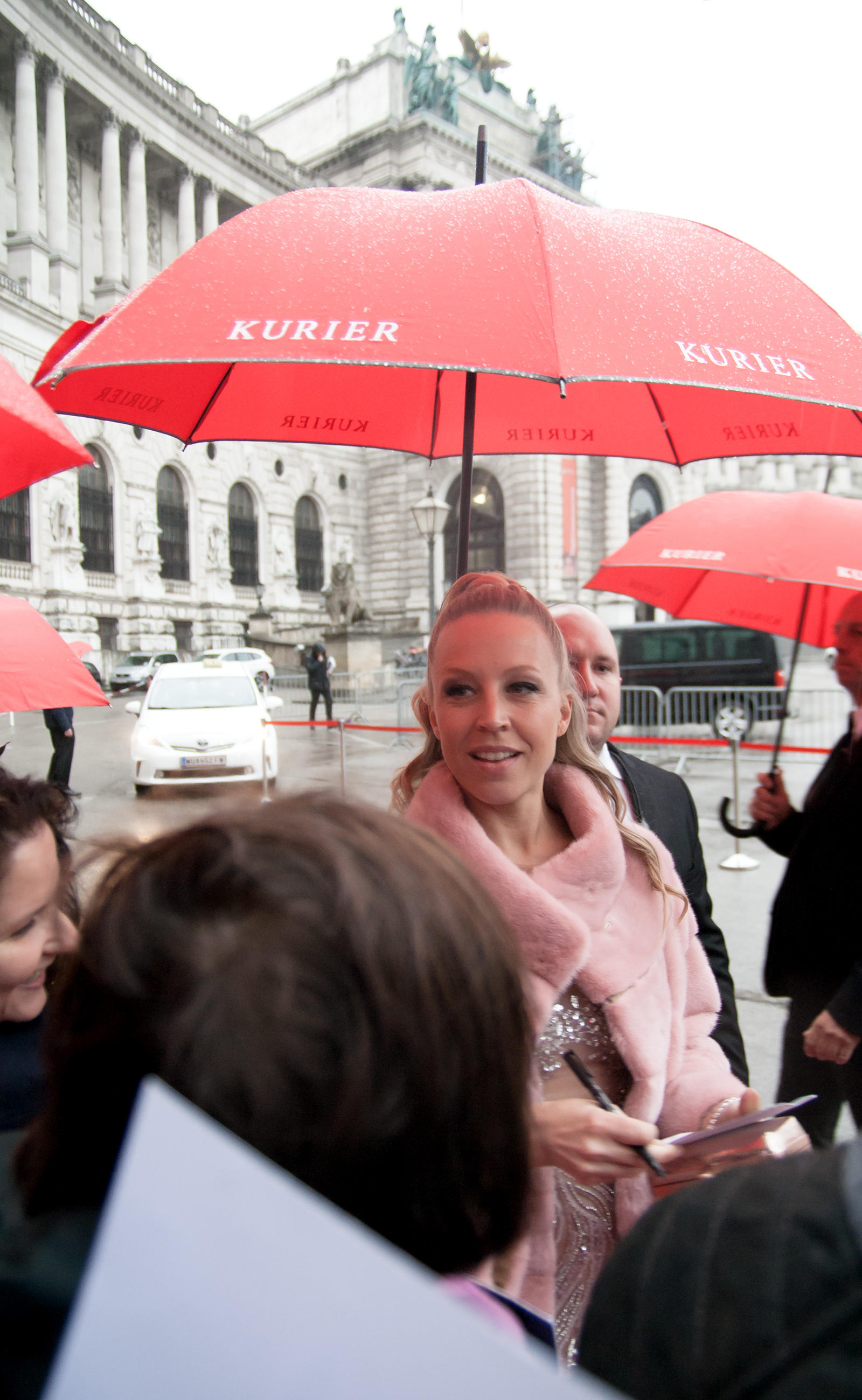
Nina Proll bei der Romyverleihung 2017

- 1998: Slidin’ – Alles bunt und wunderbar
- 1998: Suzie Washington
- 1999: Nordrand
- 2000: Die Fremde
- 2000: Ternitz, Tennessee
- 2000: Komm, süßer Tod
- 2002: Der Stellvertreter
- 2002: Ikarus
- 2002: Am anderen Ende der Brücke
- 2002: The Unknown Man (Kurzfilm)
- 2003: September
- 2005: Antikörper
- 2005: Die Quereinsteigerinnen
- 2005: Wir leben[10]
- 2006: Fallen
- 2007: Keinohrhasen
- 2008: Buddenbrooks
- 2012: Was weg is, is weg
- 2012: Frohes Schaffen – Ein Film zur Senkung der Arbeitsmoral
- 2012: Clarissas Geheimnis
- 2013: Talea
- 2013: Lovely Louise
- 2013: Dampfnudelblues
- 2014: Er ist wieder da
- 2015: Traumfrauen
- 2015: Der weiße Äthiopier
- 2016: Egon Schiele: Tod und Mädchen
- 2016: Die Mitte der Welt
- 2017: Anna Fucking Molnar

### Fernsehfilme
- 1995: Das Kapital
- 1995: Lovers
- 1997: Fröhlich geschieden
- 1997: Single Bells
- 1998: Quintett komplett
- 1999: Jahrhundertrevue
- 1999: Zwei Frauen, ein Mann und ein Baby
- 1999: Tatort – Absolute Diskretion
- 2000: Tatort – Passion
- 2001: Lettre d’une inconnue (Brief einer Unbekannten)
- 2001: Der Bestseller – Millionencoup auf Gran Canaria
- 2001: Zwölfeläuten
- 2002: Geld macht sexy
- 2001: Spiel im Morgengrauen
- 2004: Erbin mit Herz
- 2005: Mutig in die neuen Zeiten – Im Reich der Reblaus
- 2006: Mutig in die neuen Zeiten – Nur keine Wellen
- 2006: Leo
- 2006: Der beste Lehrer der Welt
- 2007: Tarragona – Ein Paradies in Flammen
- 2007: Tango zu dritt
- 2008: Mutig in die neuen Zeiten – Alles anders
- 2008: Gott schützt die Liebenden
- 2009: Böses Erwachen
- 2010: Spuren des Bösen
- 2012: Tatort – Ein neues Leben
- 2014: Landkrimi – Die Frau mit einem Schuh
- 2015: Ein Mord mit Aussicht
- 2016: Das Sacher
- 2016: Die Kinder der Villa Emma
- 2019: Tatort – Die harte Kern
- 2022: Tatort – Kehraus
- 2022: Lieber Kurt (Drehbuch: Sarah Kuttner, Regie: Til Schweiger)
- 2024: Der Altaussee-Krimi: Letzter Jodler (Fernsehreihe)

### Fernsehserien
- 1996: Kommissar Rex – Todesrennen
- 1998: Die Neue – Eine Frau mit Kaliber
- 1999: SOKO 5113 – Rosenkavalier
- 1999: Aus heiterem Himmel – Liebe mit Hindernissen
- 1999: Medicopter 117 – Die falsche Maßnahme
- 1999: Die Rote Meile – Der Bastard
- 1999–2000: Kaisermühlen Blues (4 Folgen)
- 2001: MA 2412 – Parkpickerl
- 2000: Schlosshotel Orth – Die Traumfrau
- 2006: Ladyland (Staffel 1, 1 Folge)
- 2006: Die Märchenstunde – Frau Holle
- 2011: Schnell ermittelt – Tamara Morgenstern
- 2012: Braunschlag (Fernsehserie, Regie: David Schalko, 8 Folgen)
- 2015–2022: Vorstadtweiber (Fernsehserie)
- 2021: Aus die Maus (8-teilige Fernsehserie)
- 2023: Doppelhaushälfte (Fernsehserie, 1 Folge)

### Kurzfilme
- 1998: Sonnenflecken
- 2002: Alles anders

## Musicals
- 1994: Jesus Christ Superstar
- 1995: Sweet Charity
- 1996: Cabaret
- 1998: Kiss Me, Kate
- 1998: Nonnsens
- 1998: Stadt der Engel (City of Angels)
- 2000: Fame – Der Weg zum Ruhm
- 2004: Barbarella
- 2015: Cabaret (am Landestheater Innsbruck)

## Musikaufnahmen
- 1996: Cabaret – die CD zum Musical
- 2001: Belle de Jour
- 2003: Art of Pretending
- 2004: 12 Songs, nicht die Schlechtesten
- 2006: Nina Proll live
- 2013: Lieder eines Armen Mädchens
- 2020: I zag di au
- 2020: Willkommen in der Demokratie

## Hörbücher
- 2013 Kurt Bauer: Bauernleben – Vom alten Leben auf dem Lande. Sprecherin: Nina Proll. Mono Verlag, Wien, ISBN 978-3-902727-19-0.

## Auszeichnungen
- 1999: Internationale Filmfestspiele von Venedig 1999 – Marcello Mastroianni-Preis als beste Nachwuchsschauspielerin in Nordrand
- 2000: Berlinale 2000 – Österreichischer Shooting Star des europäischen Films
- 2018: Romy in der Kategorie Beliebteste Schauspielerin Kino/TV-Film

## Privates
Nina Proll ist seit 5. Juli 2008 mit dem österreichischen Schauspieler Gregor Bloéb verheiratet; sie nahm dessen Familiennamen an. Ihr erster gemeinsamer Sohn kam am 21. Juni 2008 auf die Welt, der zweite Sohn wurde im November 2010 geboren.